# 董晓航
董晓航（1972年5月—），河北省石家庄市栾城区人。中共党员，1995年7月参加工作，研究生学历，中华人民共和国政治人物、全国脱贫攻坚先进个人。现任中共衡水市委副书记、市政府市长。

## 生平
董晓航任平山县委书记。因在脱贫攻坚战中作出突出贡献，2021年2月25日全国脱贫攻坚总结表彰大会上，董晓航被授予“全国脱贫攻坚先进个人”。